# Adosinda
Adosinda je bila asturijska kraljica kao supruga kralja Sila.
Kći Alfonsa I. i njegove supruge Ermesinde, Adosinda je bila sestra Fruele I. Vjeruje se da je Adosindin muž postao kralj jer je bio brakom povezan sa Alfonsom. Alfons, poznat kao „Katolički“, sam je došao na vlast kao kraljev zet, što je nekim učenjacima znak nasljeđivanja po ženskoj liniji. Adosinda nije rodila djecu Silu te je Silov nasljednik bio Adosindin nećak, Alfons II.
Adosinda je ušla u samostan svetoga Ivana i postala redovnica.